# Gouvernement Lucas II
 Castille-et-León
Lucas I Lucas III
Le gouvernement Lucas II est le gouvernement de Castille-et-León entre le 11 juillet 1995 et le 19 juillet 1999, durant la IVe législature des Cortes de Castille-et-León. Il est présidé par Juan José Lucas.

## Historique
Investi président de la Junte le 4 juillet 1995, Juan José Lucas annonce la composition de son gouvernement le 10 juillet suivant. La nomination des conseillers prend effet le lendemain après publication au bulletin officiel de Castille-et-León (BOCyL),.

## Composition
| Fonction                                                        | Titulaire | Titulaire                                                                 | Parti |
| --------------------------------------------------------------- | --------- | ------------------------------------------------------------------------- | ----- |
| Président                                                       |           | Juan José Lucas                                                           | PP    |
| Vice-président Conseiller à l'Équipement                        |           | Jesús Merino Delgado                                                      | PP    |
| Conseiller à la Présidence et aux Administrations territoriales |           | Isaías López Andueza                                                      | PP    |
| Conseillère à l'Économie et aux Finances                        |           | Isabel Carrasco Lorenzo                                                   | PP    |
| Conseiller à l'Agriculture et à l'Élevage                       |           | Isaías García Monge (jusqu'au 20/05/1996) José Valín Alonso               | PP    |
| Conseiller à l'Environnement et à l'Organisation du territoire  |           | Francisco Jambrina Sastre (jusqu'au 06/07/1999) Isaías López Andueza a.i. | PP    |
| Conseiller à la Santé et au Bien-être social                    |           | José Manuel Fernández Santiago                                            | PP    |
| Conseillère à l'Éducation et à la Culture                       |           | Josefa Eugenia Fernández Arufe                                            | PP    |
| Conseiller à l'Industrie, au Commerce et au Tourisme            |           | Tomás Villanueva Rodríguez                                                | PP    |